# 貓將軍
貓將軍是台灣宜蘭頭城鎮的將軍廟中所祭拜的主神，原為當地一隻作怪的貓妖，在民眾為牠建廟之後轉為當地的守護神，是台灣少數妖怪成為廟中主神的案例。

## 傳說
1875年左右，有隻貓妖在頭城福德坑作亂，不僅殺害家畜、散播疾病、還讓村民發瘋做出貓的行為，讓當地村民相當恐慌，後來貓妖透過乩童告訴村民，表示只要為牠建一座廟就會停止騷亂並保護鄉里，居民答應了，而貓妖也不再作亂。
關於貓妖的來源，有人說是當地一個李姓人士的貓被庄民所殺，靈魂變成妖怪向當地報復而來。

## 廟宇
原先祭拜貓將軍的廟是1876年（光緒2年）位於貓妖出現的福德坑當地的天神宮，但在1896年（明治29年）的時候被日軍焚毀，後來雖然在1901年（明治34年）重建，但還是在1924年（大正13年）的時候因水災而毀，貓將軍的神像飄至福德坑溪下游被撿起，並在頭城新建里建立了新的廟供奉，就是現在的將軍廟。

## 同名傳說
《貓苑》裡記載過去在安南地區（今越南）也有稱為「貓將軍」的信仰，該「貓將軍」為貓頭人身，據說是明朝時期征服當地時的將領毛伯溫諧音而來，雖然名稱一樣，但跟台灣的貓將軍在地區、由來、性質上都不一樣。